# Chinesische Nasenotter
Die Chinesische Nasenotter (Deinagkistrodon acutus), auch Chinesischer Kupferkopf, ist eine Grubenotter (Crotalinae) und zählt innerhalb der Familie der Vipern (Viperidae) zur monotypischen Gattung Deinagkistrodon. Erstmals wissenschaftlich beschrieben wurde die Art im Jahre 1888 von dem deutschen Zoologen Albert Günther.

## Merkmale
Die Chinesische Nasenotter ist eine große Viper und wirkt nur wenig gedrungen, im Verhältnis zu einigen anderen Vipern ist sie eher schlank gebaut. Sie erreicht eine typische Körperlänge von etwa 1,3 Meter und wird maximal 1,6 Meter lang. Der Kopf setzt sich deutlich vom Hals ab und ist dreieckig, breit und auffällig abgeflacht. Die Schnauzenspitze ist in Form eines weichen Gebildes aus Hornschuppen stark zugespitzt und aufgeworfen, auf dieses Kennzeichen bezieht sich auch der deutsche Trivialname „Nasenotter“. Die Schuppen rund um das Maul sind sehr groß, auch die Oberseite des Kopfes weist große Schuppenschilder auf. Die Augen schimmern golden und besitzen vertikal schlitzförmige Pupillen. Die Bandbreite der Grundfarbe des Körpers reicht von lehmbraun über grau bis rotbraun. Der gesamte Rücken und die Flanken sind mit dunkleren Mustern gezeichnet, die teilweise von der Wirbelsäule aus nach links und rechts wie sanduhrförmige Sattelflecken aufgehen. In ihrem Zentrum über der Körpermitte sind diese Flecken schwarz, der Rand ist zum Bauch hin ebenfalls schwarz oder dunkel rotbraun und das Innere der Muster ist in einem dunkleren Braunton gehalten und kann lokal in Orangetönen aufhellen. Unterhalb dieser Musterung zeigen sich schwarze Flecken. Die Schuppen der Bauchseite sind weiß und dunkel gesprenkelt.
Die Kopfoberseite ist dunkelbraun oder kupfern gefärbt. Von der Schnauzenspitze bis zum Auge zieht sich ein dunkler, dünner Streifen, der zwischen Auge und Kiefergelenk in einem breiteren Band weiterführt. Das Maul ist hell, weißlich oder gelblich. Mit steigendem Alter wird das gesamte Tier immer dunkler, oft sind die Übergänge zwischen einzelnen Mustern dann kaum mehr zu erkennen. Besonders frisch geschlüpfte Chinesische Nasenottern sind sehr kontrastreich rosagrau und braun.

### Pholidose
Betrachtet man die Schlangenbeschuppung (Pholidose) der Chinesischen Nasenotter, so sind um die Körpermitte 21 (selten 23) Reihen höckerartig gekielter Rückenschuppen, auffällig große Schilder auf der Kopfoberseite und 7 (selten 6) Oberlippenschilder (Scutum supralabiale; 4. und 3. am größten) festzustellen. Männchen weisen 157 bis 165 Bauchschilder (Scutum ventrale) und zwischen 53 und 61 Unterschwanzschilder (Scutum subcaudale) auf, Weibchen besitzen zwischen 162 und 174 Bauchschilder und 61 bis 65 Unterschwanzschilder.

## Vorkommen
Das Verbreitungsgebiet der Chinesischen Nasenotter zieht sich grob betrachtet über den Norden Vietnams, die Volksrepublik China und das zentrale und südliche Taiwan. Speziell in China wurde die Art in den Provinzen Anhui, Jiangxi, Guizhou und Sichuan nachgewiesen, außerdem soll es Vorkommen in Yunnan, Hubei, Hunan, Zhejiang, Fujian und Guangdong geben, die allerdings nicht belegt sind. Ebenfalls vermutet wird ein Bestand in Laos.
Die Viper lebt bevorzugt in trockeneren und felsigen Landschaften, bewaldeten Hängen, Geröllhalden sowie steinigen Schluchten. Sie hält sich zwischen Steinen und Felsbrocken, unter Gebüsch oder auch unter Holz auf. Häufig wird sie in der Nähe zu Gewässern angetroffen. Als Kulturfolgerin lebt sie auch in unmittelbarer Nähe zum Menschen und seinen Behausungen. In Gärten hält sie sich gerne unter Blechen versteckt. Die Chinesische Nasenotter kommt in bewaldetem Bergland in Höhen von bis zu 1500 Metern über NN vor.

## Lebensweise
Die Aktivitätsphasen der standorttreuen Nasenotter sind abhängig von der Umgebungstemperatur. Besonders im Frühjahr und Herbst, wenn die Nächte noch milde ausfallen, ist die Viper tagaktiv. Über den Sommer sieht man sie jedoch kaum am Tag. Sie hält sich zusammengerollt und perfekt getarnt in Felsspalten, in Laubstreu, in der Vegetation, unter Rindenstücken oder Wurzeln, in Gärten unter Brettern oder seltener in einem Haus unter einem Schrank versteckt und nimmt dann gegen Abend beispielsweise auf einem Hang mit dem Licht und der Wärme der sinkenden Sonne noch Energie auf und wird erst in der Nacht aktiv. Hohe Temperaturen meidet sie strikt. Die Chinesische Nasenotter ist eine ausgesprochene Bodenbewohnerin. Wird sie aufgeschreckt, zieht sie sich als gute Schwimmerin gegebenenfalls auch in ein Gewässer zurück. Vor allem in die Enge getrieben oder wenn man sie plötzlich überrascht, beißt sie schnell zu.
Abhängig von der Region und den Temperaturen hält sich die Chinesische Nasenotter über die kalten Monate zur Winterruhe in einem trockenen und frostgeschützten Versteck, wie in Erdhöhlen, Holzstapeln, Felsnischen oder ähnlichen Orten auf. Erst bei Temperaturen von regelmäßig deutlich unter 10 °C zieht sie sich in ein Winterquartier zurück.

### Ernährung
Die Chinesische Nasenotter ernährt sich von Kleinsäugern, beispielsweise von Nagetieren wie Ratten oder Hausmäusen, von Vögeln, Froschlurchen, darunter auch Kröten, von Echsen und kleineren Schlangen. Die Beute wird nicht aktiv gesucht, vielmehr setzt die Schlange auf eine zufällige Begegnung mit einem Beutetier oder einer Geruchsspur.

### Fortpflanzung
Die Paarungszeit beginnt mit den steigenden Temperaturen nach der Winterruhe, in etwa gegen März oder April. Die Männchen beginnen dann mit der Suche nach paarungswilligen Weibchen. Treffen sie auf einen weiblichen Geschlechtspartner, umschlingen sie diesen und führen ihren Hemipenis zur Übertragung des Spermas auf die Eizellen in die Kloake des Weibchens ein. Bereits im Mutterleib schreitet die Entwicklung der Schlangenembryonen weit fort. Einige Wochen nach der Begattung legt das Weibchen bis über 20 Eier an einem feuchten und geschützten Ort, beispielsweise unter Laub, in Moos oder Ähnlichem, ab und bewacht diese. Bei günstigen Klimabedingungen mit Temperaturen um die 30 °C erfolgt der Schlupf der Jungschlangen nach rund 30 Tagen. Die Jungschlangen weisen beim Schlupf eine Körperlänge von circa 15 bis unter 30 cm auf.

## Toxikologie

### Schlangengift und Giftwirkung
Die Chinesische Nasenotter verfügt über ein äußerst wirkungsvolles Schlangengift. Der gesamte Giftapparat ist beim Schlupf der Jungschlangen bereits voll entwickelt und das Gift ist ebenso potent wie das der ausgewachsenen Vipern, lediglich die produzierte Menge differiert zwischen Jung- und Altschlangen. Bei der Chinesischen Nasenotter ist das Gift eine Mischung aus verschiedenen Wirkstoffen, die in erster Linie in die Mechanismen der Blutgerinnung eingreifen und dadurch zu Thrombosen und Embolien führen können. Außerdem wirkt es stark hämorrhagisch, es schädigt die Erythrozyten (rote Blutkörperchen) und zerstört die Wände der Blutgefäße, was zu schweren inneren Blutungen führen kann. Des Weiteren ist im Gift der Schlange ein Zytotoxin enthalten, welches im Allgemeinen Zellen zerstören und Gewebe absterben lassen kann.

### Symptome
Zu einem Biss gegenüber einem Menschen kommt es häufig unerwartet, zum Beispiel dann, wenn sich die Schlange unter einem Brett oder Ähnlichem versteckt und jemand damit arbeiten will. Zunächst treten sehr schnell ein deutlicher Schmerz und Blutungen aus der Bisswunde auf, dann schwillt die gebissene Gliedmaße stark und oft bis zum Rumpf an. Innerhalb der ersten drei bis fünf Tage nach einem Biss entstehen bei ungefähr 10 % der Bissopfer aufgrund der zytotoxischen Wirkung Nekrosen, insbesondere an der Bissstelle. Auch kann das Gewebe der Endglieder der Hände und Füße absterben. Systemische Symptome des gesamten Körpers sind Übelkeit, Erbrechen und Schmerzen in der Bauchgegend. Durch eine starke Störung der Blutgerinnung sind tödliche Embolien möglich. Bei 40 % der verzeichneten Bissopfer kommt es unbehandelt zu spontanen Blutungen und etlichen kleinen Blutungen unter der Haut (Petechien), die auch durch den Mangel an Thrombozyten (Thrombopenie) verursacht werden können. Im Verbreitungsgebiet der Chinesischen Nasenotter ist diese unter dem Beinamen „Hundred-pace snake“, zu Deutsch „Hundert-Schritte-Schlange“, bekannt. Dies ist bezogen auf die angebliche Anzahl der Schritte, die man nach einem Biss noch gehen kann, bevor man daran stirbt. Die Chinesische Nasenotter ist eine sehr giftige Viper, die in ihrer Heimat jährlich für viele Schlangenbisse mit Todesfolge verantwortlich gemacht wird. In Taiwan beträgt die Letalität (Sterblichkeit) nach einem Biss der Chinesischen Nasenotter bis zu 24 %.

### Therapie des Giftbisses
Für Ersthelfer ist wichtig, ein Bissopfer zu beruhigen, wenn möglich einen Notarzt zu informieren und den Gebissenen wegen der schnell eintretenden Schwellung alle beengenden Gegenstände (z. B. Ringe, Armbanduhren …) ablegen zu lassen. Keinesfalls darf die Bissstelle auf eigene Verantwortung behandelt werden. Anschließend ist die Wunde medizinisch zu desinfizieren und es werden gezielt Antibiotika gegeben. Außerdem ist auf den Tetanusschutz durch eine Schutzimpfung zu achten und der Patient muss mindestens einen Tag unter Beobachtung stehen, vor allem bezüglich lokaler Symptome und der Fibrinogenwerte. In Taiwan wurde das Antiserum Agkistrodon Taiwan Nat. Inst. Prev. Med. entwickelt, welches insbesondere die Blutgerinnung normalisiert. Es werden je nach Bedarf 20 bis 40 mg intravenös injiziert und prophylaktisch mit Cortison und Antihistamin kombiniert. Ist der Zugang zu dem Antiserum nicht möglich, kann als Ersatz auf das Antiserum für die Malayische Mokassinotter (Calloselasma rhodostoma) zurückgegriffen werden.

### Einzelbelege
1. ↑  Integrated Taxonomic Information System: Deinagkistrodon.
2. ↑  Trutnau: Giftschlangen. Ulmer Verlag, 1998. ISBN 3-8001-7371-9.
3. ↑  McDiarmid RW, Campbell JA, Touré T. 1999. Snake Species of the World: A Taxonomic and Geographic Reference, vol. 1. Herpetologists' League. 511 S., ISBN 1-893777-00-6 (series), ISBN 1-893777-01-4.
4. ↑  Reptiles.de: Chinesische Nasenotter (Memento vom 11. Juli 2009 im Internet Archive)
5. ↑  Winchell, S. 2003. Die vielfältige Welt chinesischer Schlangen. Reptilia (Münster) 8 (6): 20–29.
6. ↑  Armed Forces Pest Management Board: Deinagkistrodon acutus.
7. ↑  Chris Mattison: Enzyklopädie der Schlangen, blv Verlag, ISBN 978-3835403604, Seite 223–224.